# Nicolae Constantin
Nicolae Constantin (n. 9 decembrie 1973, Filipeștii de Târg, România) este un antrenor român de fotbal și fost jucător. A jucat în Cupa UEFA 16 meciuri și a înscris un gol. Din mai 2021, este antrenorul principal al echipei Petrolul Ploiești.
În martie 2006 a primit Medalia „Meritul Sportiv” clasa a II-a cu o baretă, din partea președintelui României de atunci, Traian Băsescu, deoarece a făcut parte din echipa Rapidului care a obținut calificarea în sferturile Cupei UEFA 2005-2006.

## Cariera de antrenor
Nicolae Constantin a început cariera de antrenor ca secund al lui Răzvan Lucescu, la Petrolul Ploiești, în sezonul 2014-2015. A fost, de asemenea, secundul lui Octavian Grigore, în 2016, tot la Petrolul. Între februarie 2017 și iunie 2018 s-a aflat în staff-ul lui Daniel Isăilă, la reprezentativa sub 21 de ani a României. A rămas alături de Isăilă în sezonul 2018-2019 în Arabia Saudită, la Al Hazim.
Prima sa experiență de antrenor principal a avut-o, la începutul lui 2020, pe banca formației ACSO Filiași din Liga a III-a.
A promovat-o pe Petrolu Ploiesti in Liga 1 dupa sase ani.Nicolae Constantin este la prima promovare ca antrenor principal

## Legături externe
- Nicolae Constantin la romaniansoccer.ro